# José de Liñán
José Pascual de Liñán y Eguizábal, conde de Doña Marina (Madrid, 19 de junio de 1858-Miraflores de la Sierra, 18 de noviembre de 1934), fue un noble, escritor, periodista y político carlista español.

## Biografía
Nació en la ilustre familia aragonesa de los señores de la Aldehuela y de Cetina, luego Duques de Rivas, Marqueses de Bárboles y Condes de Contamina. Era hijo de Pascual de Liñán y Fernández-Rubio y de Dolores Eguizábal Cavanilles. Por vía paterna era nieto del General Pascual de Liñan y Dolz de Espejo, que luchó contra los franceses en la Guerra de la Independencia y contra los rebeldes en Méjico; y por vía materna era nieto del notable jurisconsulto José Eugenio de Eguizábal.
José de Liñán se declaró ya carlista al publicar, a los veinte años de edad, la obra de su abuelo materno titulada Legislación española sobre imprenta (1879). En 1879, antes de cumplir los veintiún años, terminó las carreras de Leyes y de Administración, incluso el Doctorado, obteniendo los grados, desde el de Bachiller, por oposición o por concurso, libres de gastos. Inauguró la práctica de su carrera siendo nombrado abogado fiscal sustituto de la Audiencia de Madrid.
Aquel mismo año fue elegido secretario de la Real Academia de Jurisprudencia, de cuya Junta de Gobierno fue luego vocal, y, más tarde, presidente de la sección de Derecho público y Economía política, cuyo cargo desempeñaba cuando en el año de 1887 fue nombrado director del diario tradicionalista La Verdad, de Santander, y el año siguiente pasó a Bilbao con el cargo de director del diario carlista El Basco, que tanta importancia tenía ya por aquella época en la citada capital y todo el territorio vascongado, especialmente en Vizcaya.
Dos años antes Liñán había hecho brillantes oposiciones a la cátedra de Derecho político de la Universidad de Valladolid, obteniendo votos para el primer lugar y figurando en la terna. Según El Correo Español, no le dieron la cátedra porque haciendo pública manifestación de sus ideas afirmó que estaba vigente la ley fundamental del rey Felipe V, que las hembras no debían reinar en España, y combatió duramente el sistema parlamentario.
En su vida periodística sufrió, como director de La Verdad en Santander, un atentado contra su vida, del que salió ileso. Según El Correo Español, estando días antes en la casa de su hermano político, el Marqués de Valbuena de Duero, propietario de La Verdad, le visitó un antiguo amigo de su padre para avisarle de que habían decretado su muerte en una logia masónica. En respuesta, Liñán compondría el siguiente soneto, que dedicó al amigo que había ido a prevenirle sobre los planes de algunos liberales:

| ¿Que me guarde, decís, porque me siguen los hermanos tres puntos, rencorosos, que contra mí, terribles y furiosos, me acosan, y me acechan y persiguen? Que no dejen sus planchas ni mitiguen sus decretos de muerte, valerosos; hasta sus mismos antros misteriosos iré, si así sus planes no consiguen. | No cesan, Jesús mío, de insultarte; no dejan, Padre amado, de ofenderte, y quieren que abandone tu estandarte, yo que tan sólo quiero poseerte, que no aspiro á más gloria que á gozarte... morir por la verdad ¡qué hermosa muerte! J. De L. Santander, 4 de Agosto de 1887. |

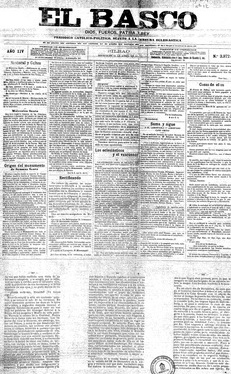
Edición del 14 de abril de 1897 de El Basco.

En el año de 1889, al celebrarse el Certamen para conmemorar la jura de los fueros por Carlos VII a mediados de 1875, obtuvo Liñán dos premios, uno de ellos el magnífico plato de plata repujada, regalo del pretendiente. En el Congreso Católico de Zaragoza presentó un trabajo sobre la Prensa periódica, que figura íntegro en el libro conmemorativo de aquella notable asamblea, por acuerdo de la sección donde hubo de darse a conocer y juzgar tan excelente trabajo.
Fue vicepresidente de la Juventud Católica de Madrid, y procurador por las de Zaragoza y Valencia, para la última asamblea general celebrada por las juventudes católicas de toda España. Fue académico correspondiente de la de Arqueología y Amigos del País, de Valencia, y abogado de los Colegios de Madrid, Bilbao y San Sebastián.
En el año 1891 obtuvo el título de Conde de Doña Marina de su esposa, Josefa de Heredia y de Saavedra, la cual lo había recibido de su padre, que era Grande de España, Marqués de Heredia, Maestrante de la Real de Caballería de Granada, gentilhombre de Alfonso XIII, senador del Reino por derecho propio y Caballero de la Gran Cruz de la Real y distinguida Orden de Carlos III. Pero antes de que se extendiese en Madrid la Real carta de sucesión, Don Carlos otorgaría a Liñán merced de título del Reino con aquella misma denominación de Conde de Doña Marina.
En 1897 cesó Liñán en la dirección de El Basco y pasó a dirigir El Correo de Guipúzcoa, de San Sebastián. En las elecciones de 1898 presentó su candidatura a diputado a Cortes por el distrito de Alcañiz, pero fue derrotado. Además de sus campañas en El Basco y El Correo de Guipúzcoa, escribió numerosos artículos para El Correo Español y muchos folletos, que fueron muy elogiados por los carlistas, en los que trató diversos asuntos.
Don Carlos siempre tuvo al Conde de Doña Marina en gran estima, distinguiéndole en numerosas ocasiones y honrándole con autógrafos expresivos que le dirigió el 29 de octubre de 1891, desde Venecia; el 18 de agosto de 1897, desde Lucerna, y el 14 de marzo de 1898, desde Venecia. En una visita que le hicieron en el veneciano palacio de Loredan, José de Liñán y su mujer ofrecieron al «rey proscrito» la famosa espada que el ayuntamiento de Madrid regaló a Narváez en 1848.
Fue vicepresidente de la Junta Regional Jaimista de Castilla la Nueva y presidente de la Provincial de Madrid. En 1918 accedió a la Jefatura Regional de Castilla la Nueva, pero tan solo un año después se separó de su lealtad a Don Jaime y siguió a Vázquez de Mella, arrastrando también en la escisión mellista, por su impulso personal, el periódico tradicionalista El Porvenir, de Toledo. En 1931 reingresaría en la Comunión Tradicionalista. Casi ciego, continuó escribiendo en las columnas del periódico El Universo.
Considerado un gran intelectual, fue amigo íntimo de Marcelino Menéndez Pelayo, Antonio Sánchez Moguel, José María de Pereda, Juan Catalina y muchos otros eruditos e ingenios de su generación. En su señorial casa tenía, entre otros cuadros, obras de Murillo, Juan de Juanes, Coello y del Duque de Rivas. Tuvo un solo hijo, el escritor Narcisó José de Liñán y Heredia, que le sucedió en el título de Conde de Doña Marina. Su cadáver fue enterrado en el panteón familiar en Miraflores de la Sierra.

## Obras
Publicó dos monografías históricas sobre Escritores de la casa de Sástago (1883) y sobre Don Blasco de Alagón y Roger de Lauria; así como un folleto relativo a la cuestión social con el título de Lo que pide el obrero; artículos publicados en El Basco (1890). Escribió bajo los pseudónimos de E. Quis, Jaime de Lobera, Tirso de Aragón, Pedro Pablo de Larrea, El Bachiller Zamudio y otros varios. También compuso poesías.
Publicó también un Estudio sobre la libertad de testar (1883), con un prólogo de su pariente, el Duque de Veragua; un folleto sobre Extradición, y otro titulado La política del Rey (1889).